# Scheffau am Wilden Kaiser
Pour les articles homonymes, voir Scheffau.
Scheffau am Wilden Kaiser est une commune autrichienne du district de Kufstein dans le Tyrol.